# Ремесленная улица (Чернигов)
Ремесленная улица (укр. Реміснича вулиця) — улица в Новозаводском районе города Чернигова, исторически сложившаяся местность (район) Третьяк, Предградье, Землянки. Пролегает от улицы Елецкая до улицы Ивана Мазепы.
Примыкают улицы Святониколаевская, Князя Чёрного, Магистратская, Коцюбинского, проспект Победы, Рыночная, Воскресенская, Алексея Бакуринского.

## История
Ремесленная улица проложена в конце 18 — начале 19 веков длиной 1,4 км и шириной 18-25 м.
В период 1801—1806 года на земле выкупленной у Елецкого Успенского монастыря был построен Тюремный замок (Острог). 20 июля 1899 года был заложен фундамент и 26 октября 1900 года открыт Дом трудолюбия (Народный дом).
26 декабря 1921 года при участии международной организации Джойнт была открыта Еврейская слесарно-кузнечная школа «Юный пролетарий». В ноябре 1922 года производство чугунолитейного завода Ванштейна и Кацнельсона, расположенное на Комсомольской, было перенесено за город и объединено с черниговским ремонтно-механическим заводом «Октябрьский молот». Часть оборудования чугунолитейного завода перевели на нужды школы «Юный пролетарий». В 1922 году школа переехала в 2-этажный дом № 54 (здание 1911 года) по улице Комсомольская; в апреле 1932 года школа была преобразована в школу фабрично-заводского ученичества — занималась подготовкой кадров для ЧРМЗ «Октябрьского молота» и Черниговского паровозного депо; затем — Профессийно-техническое училище № 5 имени Ф. Э. Дзержинского; ныне — Черниговский профессиональный лицей железнодорожного транспорта № 5 (дом № 56).
В 1922 году Ремесленная улица переименована на Комсомольская улица — в честь молодёжной организации Всесоюзный ленинский коммунистический союз молодёжи. кспонуються  понад  1500 фотографій,  фотокопій  документів та ін.  експонатів,  прибл.  стільки ж зберігається у фондах музею. При  музеї  ств.  секції:  пошукова, екскурсійна,  тематична,  інтернац.
В 1966 году при Черниговском СПТУ № 5 был создан историко-революционный музей Ф. Э. Дзержинского (с 1977 года — народный) (дом № 56). Имел 14 разделов. Экспонировались свыше 1500 фотографий, фотокопий, документов и других экспонатов, примерно столько же хранилось в фондах музея. При музеи были созданы секции. 
24 декабря 2015 года улице было возвращено историческое название — название связанное с деятельностью жителей улицы, согласно Распоряжению городского главы В. А. Атрошенко Черниговского городского совета № 308-р «Про переименование улиц и переулков города» («Про перейменування вулиць міста»)
В 2019 году на участке между улицей Ивана Мазепы и проспектом Победы были проведены ремонт и расширение дороги, введено двухстороннее движение, реконструирован перекрёсток улиц Ремесленная и Воскресенская. Изменён отрезок улицы возле Воскресенской церкви: теперь дорога огибает церковь с западной стороны, а не разделяет церковь и колокольню как это было ранее.
На месте ликвидированной усадебной застройки непарной стороны улицы (между проспектом Победы и Рыночной улицей) планируется строительство 16-этажной жилого дома (№ 37).

## Застройка
Улица пролегает в северо-западном направлении параллельно Княжей улице (Кирпоноса). Парная и непарная стороны улицы заняты чередующимися многоэтажной (4-5-этажные дома) и малоэтажной (2-3-этажные дома) жилой застройкой, усадебной застройкой, учреждениями обслуживания.
Между улицами Елецкая и Князя Чёрного непарная сторона улицы занята усадебной застройкой, парная — Черниговский следственный изолятор. Между улицами Князя Чёрного и Магистратской непарная сторона улицы занята малоэтажной (3-этажными домами) жилой застройкой, парная — усадебной застройкой. Между улицами Магистратской и Коцюбинского непарная сторона улицы занята 2-5-этажными домами, парная — чередующимися усадебными и 2-5-этажными домами. Между улицей Коцюбинского и проспектом Победы 3-4-5 этажные жилые дома и офисные здания. Между проспектом Победы и Воскресенской улицей непарная сторона не застроена (ранее усадебная застройка), парная — «Укртелеком» (проспект Победы, 76). Далее по улице расположены дом быта, Воскресенская церковь, 2-этажный дом. После примыкания переулка Алексея Бакуринского непарная сторона улицы занята 3-этажным офисным зданием (дом № 49), 4-этажными жилыми домами, детсадом, парная — нежилой и офисной усадебной застройкой, лицеем.
Угол улиц Ремесленной и Князя Чёрного опоясывает комплекс Острога (Ремесленная улица, дом № 2) — памятник каменной архитектуры 19 века, сооружённый с использованием образцового проекта архитектора А. Д. Захарова. На углу с Магистратской улицей сохранился 3-этажный П-образный в плане дом (№ 15, 17 и № 4 Магистратской улицы) с упрощённым, сдержанным решением фасадом — один из немногих примеров советской жилищной архитектуры 1930-х годов. В стиле гражданских довоенных пятилеток построен дом № 30, где был расположен детсад. Сохранились оригинальные фрагменты жилой застройки 19 века с своеобразной резьбой (усадебные дома № 48, 50, 52); ныне дом № 50 заброшенный и сильно повреждён, № 52 — перестроен. На перекрёстке с улицей Ивана Мазепы расположен комплекс больничного городка 19 века, основанного по проекту черниговского архитектора А. И. Карташевского.
Учреждения:
1. дом № 2 — Черниговский следственный изолятор (СИЗО)
2. дом № 4 — Государственная пенитенциарная служба Украины
3. дом № 4 — Управление Государственного департамента Украины исполнения наказаний в Черниговской области
4. дом № 11 — ППО Главного управления министерства доходов в Черниговской области
5. дом № 27/36 — Главное управление Государственного казначейства Украины в Черниговской области
6. дом № 43 — дом быта, бывший завод «Рембыттехника»
7. дом № 46 — Воскресенская церковь и колокольня
8. дом № 49 — офисное здание
9. дом № 53 А — детсад № 56
10. дом № 56 — Черниговский профессиональный лицей железнодорожного транспорта № 5

| | |                                                                                |                                                                                   |
| участок от улицы Князя Чёрного до Магистратской улицы справа 3-этажный дом № 13 слева усадебные дома № 6, 8А, 8Б | участок от Магистратской улицы до улицы Князя Чёрного слева 3-этажный дом №№ 15, 17 справа усадебный дом № 14/6 | участок от Магистратской улицы до улицы Коцюбинского справа 2-этажный дом № 21 | участок от улицы Коцюбинского до Магистратской улицы справа усадебный дом № 22/35 |
| | |                                                                                |                                                                                   |
| участок от улицы Коцюбинского до проспекта Победы                                                                | участок от проспекта Победы до улицы Коцюбинского                                                               | памятник архитектуры Воскресенская церковь и колокольня                        | памятник архитектуры Народный дом (Дом трудолюбия)                                |

Памятники архитектуры:
1. дом № 46 — Воскресенская церковь и колокольня (1772—1799 года) — национального значения, часть историко-архитектурного заповедника Чернигов древний
2. дом № 49 — Народный дом (Дом трудолюбия) (конец 19 — начало 20 веков) — местного значения

Памятники истории:
1. кладбище Воскресенской церкви — Могила П. М. Добровольського — местного значения
2. кладбище Воскресенской церкви — Могила А. А. Тищинского — вновь выявленный

Мемориальные доски:
1. дом № 4 — Сотрудникам и ветеранам пенитенциарной службы Черниговщины — на доме управления Государственной пенитенциарной службы Украины
2. дом № 56 — погибшим при исполнении военного долга по сохранению государственного суверенитета Украины Нагорному Сергею Михайловичу, Руднику Артёму Юрьевичу, Пирогу Николаю Петровичу, Будько Александру Анатолиевичу, Бойко Валентину Анатолиевичу, Парубець Сергею Сергеевичу, Хиритонову Сергею Николаевичу, Пакалову Олегу Михайловичу; участнику Революции достоинства, Герою Украины Орленко Виктору Николаевичу — на здании лицея, где они учились

Есть ряд значимых и рядовых исторических зданий, что не являются памятниками архитектуры или истории: № 2 — Острог (два здания), усадебные дома № 5 А, 6, 6/14, 7, 9, 8 А, 10 А, 16, 22/35, 50; 3-этажные жилые дома № 13, 15, 17; 2-этажный жилой дом № 42; 2-этажные дома № 18, 21, 23; 3-этажный дом № 28.